# Otmar Gazzari
Otmar Gazzari (Lesina, 20 dicembre 1905 – Zagabria, 1987) è stato un calciatore italiano, di ruolo portiere.

## Carriera
Di nazionalità italiana, cresce nell'Hajduk Spalato dove milita insieme al fratello Lorenzo. Debutta il 15 maggio 1922 nella vittoria per 5-0 sullo Spalato; fino al 1928 gioca 165 partite complessive, di cui 45 gare tra campionati regionali e campionato jugoslavo, vincendo il titolo nel 1927. Con la formazione spalatina partecipa anche alla Coppa dell'Europa Centrale 1927, giocando le due partite dei quarti di finale contro il Rapid Vienna.
Nel campionato 1928-1929, sempre con il fratello, passa alla Triestina e disputa il campionato di Divisione Nazionale 1928-1929 offrendo prestazioni altalenanti. A fine stagione viene posto in lista di trasferimento; torna in Jugoslavia,  a Belgrado, per giocare con il BSK con cui vince per altre due volte il campionato jugoslavo.
Alla fine della sua carriera si dedicò al baseball.

## Palmarès

### Club

#### Competizioni nazionali
- Campionato jugoslavo: 3

Hajduk Spalato: 1927
BSK Belgrado: 1930-1931, 1932-1933